# 里奇蘭格羅夫鎮區 (伊利諾伊州默瑟縣)
普里姆普申鎮區（英語：Richland Grove Township）是位於美國伊利諾伊州默瑟縣的一個行政鎮區。

## 地方資料
根據2010年美國人口普查的數據，普里姆普申鎮區的面積為94.80平方千米，當中陸地面積為94.10平方千米，而水域面積為0.70平方千米。當地共有人口1683人，而人口密度為每平方千米17.75人。